# Unione Sportiva Casertana 1970-1971
Questa pagina raccoglie le informazioni riguardanti l'Unione Sportiva Casertana nelle competizioni ufficiali della stagione 1970-1971.

## Rosa
| N. |                   | Ruolo | Calciatore           |
| -- | ----------------- | ----- | -------------------- |
|    | Italia (bandiera) | P     | Giuseppe Porrino     |
|    | Italia (bandiera) | P     | Adriano Zanier       |
|    | Italia (bandiera) | D     | Ezio Anghileri       |
|    | Italia (bandiera) | D     | Alessandro Ballotta  |
|    | Italia (bandiera) | D     | Antonio De Luca      |
|    | Italia (bandiera) | D     | Costantino Ferraioli |
|    | Italia (bandiera) | D     | Alberto Giacomin     |
|    | Italia (bandiera) | D     | Antonio Ferrone      |
|    | Italia (bandiera) | D     | Domenico Labrocca    |
|    | Italia (bandiera) | D     | Mauro Matteucci      |
|    | Italia (bandiera) | C     | Francesco Casisa     |
|    | Italia (bandiera) | C     | Domenico Di Maio     |
|    | Italia (bandiera) | C     | Eugenio Matteoni     |

| N. |                   | Ruolo | Calciatore          |
| -- | ----------------- | ----- | ------------------- |
|    | Italia (bandiera) | C     | Natale Mazzeo       |
|    | Italia (bandiera) | C     | Leo Taccetti        |
|    | Italia (bandiera) | C     | Gianni Tanello      |
|    | Italia (bandiera) | A     | Giuseppe Corbellini |
|    | Italia (bandiera) | A     | Marco Fazzi         |
|    | Italia (bandiera) | A     | Roberto Gatti       |
|    | Italia (bandiera) | A     | Gaetano Laudiero    |
|    | Italia (bandiera) | A     | Franco Migliorati   |
|    | Italia (bandiera) | A     | Gianni Pesatori     |
|    | Italia (bandiera) | A     | Francesco Spadafora |
|    | Italia (bandiera) | A     | Nerio Ulivieri      |
|    | Italia (bandiera) | P     | Giuseppe Cicoria    |

## Risultati

### Campionato

#### Girone di andata
| 20 settembre 1970 1ª giornata | Casertana | 0 – 0 | Perugia |  |

| 27 settembre 1970 2ª giornata | Como | 1 – 1 | Casertana |  |

| 4 ottobre 1970 3ª giornata | Casertana | 1 – 1 | Reggina |  |

| 11 ottobre 1970 4ª giornata | Pisa | 3 – 1 | Casertana |  |

| 18 ottobre 1970 5ª giornata | Casertana | 3 – 1 | Palermo |  |

| 25 ottobre 1970 6ª giornata | Cesena | 3 – 1 | Casertana |  |

| 1º novembre 1970 7ª giornata | Casertana | 2 – 0 | Arezzo |  |

| 8 novembre 1970 8ª giornata | Novara | 0 – 0 | Casertana |  |

| 15 novembre 1970 9ª giornata | Casertana | 1 – 1 | Atalanta |  |

| 22 novembre 1970 10ª giornata | Taranto | 2 – 0 | Casertana |  |

| 29 novembre 1970 11ª giornata | Livorno | 1 – 0 | Casertana |  |

| 6 dicembre 1970 12ª giornata | Casertana | 0 – 1 | Mantova |  |

| 13 dicembre 1970 13ª giornata | Casertana | 3 – 1 | Brescia |  |

| 20 dicembre 1970 14ª giornata | Modena | 0 – 0 | Casertana |  |

| 27 dicembre 1970 15ª giornata | Casertana | 1 – 1 | Bari |  |

| 3 gennaio 1971 16ª giornata | Massese | 2 – 0 | Casertana |  |

| 10 gennaio 1971 17ª giornata | Casertana | 0 – 0 | Catanzaro |  |

| 17 gennaio 1971 18ª giornata | Ternana | 2 – 0 | Casertana |  |

| 24 gennaio 1971 19ª giornata | Casertana | 1 – 1 | Monza |  |

#### Girone di ritorno
| 7 febbraio 1971 20ª giornata | Perugia | 1 – 0 | Casertana |  |

| 14 febbraio 1971 21ª giornata | Casertana | 1 – 1 | Como |  |

| 21 febbraio 1971 22ª giornata | Reggina | 3 – 0 | Casertana |  |

| 28 febbraio 1971 23ª giornata | Casertana | 3 – 1 | Pisa |  |

| 7 marzo 1971 24ª giornata | Palermo | 0 – 0 | Casertana |  |

| 14 marzo 1971 25ª giornata | Casertana | 1 – 1 | Cesena |  |

| 21 marzo 1971 26ª giornata | Arezzo | 4 – 1 | Casertana |  |

| 28 marzo 1971 27ª giornata | Casertana | 1 – 0 | Novara |  |

| 4 aprile 1971 28ª giornata | Atalanta | 3 – 0 | Casertana |  |

| 11 aprile 1971 29ª giornata | Casertana | 1 – 1 | Taranto |  |

| 18 aprile 1971 30ª giornata | Casertana | 0 – 1 | Livorno |  |

| 25 aprile 1971 31ª giornata | Mantova | 1 – 0 | Casertana |  |

| 2 maggio 1971 32ª giornata | Brescia | 3 – 1 | Casertana |  |

| 9 maggio 1971 33ª giornata | Casertana | 3 – 0 | Modena |  |

| 16 maggio 1971 34ª giornata | Bari | 3 – 1 | Casertana |  |

| 23 maggio 1971 35ª giornata | Casertana | 0 – 1 | Massese |  |

| 30 maggio 1971 36ª giornata | Catanzaro | 1 – 0 | Casertana |  |

| 6 giugno 1971 37ª giornata | Casertana | 3 – 3 | Ternana |  |

| 13 giugno 1971 38ª giornata | Monza | 1 – 1 | Casertana |  |

## Statistiche

### Statistiche di squadra
| Competizione | Punti | In casa | In casa | In casa | In casa | In casa | In casa | In trasferta | In trasferta | In trasferta | In trasferta | In trasferta | In trasferta | Totale | Totale | Totale | Totale | Totale | Totale | DR  |
| Competizione | Punti | G       | V       | N       | P       | Gf      | Gs      | G            | V            | N            | P            | Gf           | Gs           | G      | V      | N      | P      | Gf     | Gs     | DR  |
| ------------ | ----- | ------- | ------- | ------- | ------- | ------- | ------- | ------------ | ------------ | ------------ | ------------ | ------------ | ------------ | ------ | ------ | ------ | ------ | ------ | ------ | --- |
| Serie B      | 27    | 19      | 6       | 10      | 3       | 25      | 16      | 19           | 0            | 5            | 14           | 7            | 34           | 38     | 6      | 15     | 17     | 32     | 50     | -18 |
| Coppa Italia |       | ..      | ..      | .       | .       | ..      | ..      | ..           | .            | ..           | .            | ..           | ..           | ..     | ..     | ..     | .      | ..     | ..     | +.. |
| Totale       |       | ..      | ..      | .       | .       | ..      | ..      | ..           | .            | ..           | .            | ..           | ..           | ..     | ..     | ..     | .      | ..     | ..     | +.. |

### Statistiche dei giocatori
| Giocatore     | Serie B  | Serie B | Coppa Italia | Coppa Italia | Totale   | Totale |
| Giocatore     | Presenze | Reti    | Presenze     | Reti         | Presenze | Reti   |
| ------------- | -------- | ------- | ------------ | ------------ | -------- | ------ |
| E. Anghileri  | 3        | 0       | ?            | ?            | 3+       | 0+     |
| A. Ballotta   | 16       | 0       | ?            | ?            | 16+      | 0+     |
| F. Casisa     | 30       | 0       | ?            | ?            | 30+      | 0+     |
| G. Cicoria    | 2        | -3      | ?            | ?            | 2+       | -3+    |
| G. Corbellini | 33       | 6       | ?            | ?            | 33+      | 6+     |
| A. De Luca    | 14       | 0       | ?            | ?            | 14+      | 0+     |
| D. Di Maio    | 34       | 1       | ?            | ?            | 34+      | 1+     |
| M. Fazzi      | 32       | 11      | ?            | ?            | 32+      | 11+    |
| C. Ferraioli  | 3        | 0       | ?            | ?            | 3+       | 0+     |
| A. Ferrone    | 1        | 0       | ?            | ?            | 1+       | 0+     |
| R. Gatti      | 35       | 0       | ?            | ?            | 35+      | 0+     |
| A. Giacomin   | 31       | 0       | ?            | ?            | 31+      | 0+     |
| D. Labrocca   | 19       | 0       | ?            | ?            | 19+      | 0+     |
| G. Laudiero   | 2        | 0       | ?            | ?            | 2+       | 0+     |
| E. Matteoni   | 34       | 2       | ?            | ?            | 34+      | 2+     |
| M. Matteucci  | 28       | 0       | ?            | ?            | 28+      | 0+     |
| N. Mazzeo     | 3        | 1       | ?            | ?            | 3+       | 1+     |
| F. Migliorati | 22       | 3       | ?            | ?            | 22+      | 3+     |
| G. Pesatori   | 13       | 0       | ?            | ?            | 13+      | 0+     |
| G. Porrino    | 23       | -32     | ?            | ?            | 23+      | -32+   |
| F. Spadafora  | 2        | 0       | ?            | ?            | 2+       | 0+     |
| L. Taccetti   | 1        | 0       | ?            | ?            | 1+       | 0+     |
| G. Tanello    | 31       | 0       | ?            | ?            | 31+      | 0+     |
| N. Ulivieri   | 21       | 4       | ?            | ?            | 21+      | 4+     |
| A. Zanier     | 14       | -15     | ?            | ?            | 14+      | -15+   |